# José Eurípedes Ferreira
José Eurípedes Ferreira, ou simplesmente Ferreira (Araguari, 28 de março de 1944 — Araguari, 28 de outubro de 2021), foi um futebolista brasileiro que atuou como atacante.. Foi ídolo da torcida do Uberlândia Esporte Clube e artilheiro do América Mineiro. Habilidoso na cabeçada, possui aproximadamente 500 gols marcados nesta condição.

## Carreira
Iniciou no Araguari Atlético Clube, time de sua cidade natal. Transferiu-se para o Uberlândia EC e, depois, para o América Mineiro, clube onde destacou-se como artilheiro e pelo qual, em 1968, logrou assinalar 35 gols, constituindo-se, até hoje, como o maior goleador em uma única temporada deste clube. 
Atuou também pelo Valença, da Venezuela, por quem disputou a Taça Libertadores da América, pelo Flamengo, Vila Nova, e Caldense.
Foi jogador da Seleção Mineira de Futebol em 1967, 1968 e 1969. Em 1968, quando a Seleção Mineira foi convocada para representar a Seleção Brasileira de Futebol em dois jogos na Argentina, vestiu a Camisa Canarinho nestas duas partidas.
Em 2008, foi apontado como um dos maiores esportistas de sua localidade natal.

## Morte
Morreu em 28 de outubro de 2021. A causa da morte não foi revelada.